# 노비드보르크롤레프스키
노비드보르크롤레프스키(Nowy Dwór Królewski, 폴란드어 발음: [ˈnɔvɨ ˈdvur kruˈlɛfskʲi])는 폴란드 북중부, 쿠야비포모제주, 헤움노군, 그미나파포보비스쿠피에 행정구에 있는 마을이다. 이 마을의 건축 면적은 3.37km²이다.
마을의 면적은 337ha이다. 마을에는 32가구가 살고 있으며, 그중 가장 큰 가구는 로만 슐츠의 것이다. 마을에는 1875년경에 지어진 궁전이 있다. 1900년에 이 마을은 주잔나 비테의 소유가 되었고, 1910년부터 1945년까지는 게르하르트 비테의 소유였다.

## 역사

### 중세부터 1800년까지
이 마을은 1398년에 처음 언급되었다. 그해 노비드보르크롤레프스키(Nowy Dwór Królewski)가 말 32마리, 소 20마리, 양 215마리, 돼지 90마리를 사육했다고 기록되어 있다. 독일어로 기록된 문서와 연대기에는 누벤호프(Nuwenhof), 누벤후프(Nuwenhuf), 누벰호프(Nuwemhoff), 쾨니글리헤 노이호프(Koenigliche Neuhof) 등이 있다. 1398년부터 1421년까지는 튜턴 기사단의 마을이었다. 1505년에는 헤움노(Chełmno) 주교가 이 마을을 소유했다.
1772년 폴란드 분할 당시, 이 마을은 크비진(Kwidzyn) 주에 있는 서프로이센의 소유가 되었다. 최초의 주민 인구 조사는 1773년에 실시되었다.

### 근대
제2차 세계 대전 발발 직전, 대부분의 주민들은 독일군을 두려워하여 집을 떠났다. 전쟁 발발 직후, 이 마을은 독일군에 의해 점령되었다. 당시 마을의 일부가 파괴되었다.
1975년부터 1998년까지 이 마을은 토룬(Toruń) 행정구역에 속했다. 1996년에는 전화망(지역번호 56)에 연결되었다.